# Бокова, Людмила Николаевна
Людмила Николаевна Бокова (род. 17 мая 1978, с. Александровка, Терновский район, Воронежская область, РСФСР, СССР) — российский государственный деятель.
Заместитель министра цифрового развития, связи и массовых коммуникаций Российской Федерации (2020), член Совета Федерации от Саратовской области (2012—2020), бывший депутат Государственной Думы шестого созыва (2011—2012).

## Биография
Родилась 17 мая 1978 года в селе 3-я Александровка Терновского района, Воронежской области в многодетной семье.
В 1995 году окончила среднюю школу в родном селе. В том же году поступила в Борисоглебский государственный педагогический институт (с 2013 года — Борисоглебский филиал Воронежского государственного университета). В 2000 году окончила пединститут по специальности «учитель русского языка, литературы и истории». По окончании вуза вышла замуж за военнослужащего и переехала в Саратовскую область.

### Начало карьеры
В 2000—2002 годах работала учителем истории в школе № 7 города Ртищево, затем в 2002—2006 годах в школе № 3 города Ртищево.
В 2006—2011 годах работала учителем истории в гимназии № 1 города Балашова. Параллельно занималась археологией, вела с учениками раскопки.
В 2009 году стала победителем районного конкурса учителей и финалистом областного конкурса «Учитель года — 2009». Была членом Саратовского областного отделения общественной организации «Педагогическое общество России».
В 2010 году — победитель саратовского областного конкурса лучших учителей.

### Выборы в Госдуму
В середине 2011 года партия «Единая Россия» и Общероссийский народный фронт (ОНФ) объявили о проведении в регионах России внутрипартийных выборов (праймериз) по отбору кандидатов в депутаты Госдумы от «Единой России» и Общероссийского народного фронта на запланированных 4 декабря выборах. При этом мероприятие называли «народное предварительное голосование», «общенародный праймериз». 16 июня 2011 года о начале выдвижения кандидатов объявил председатель «Единой России» Владимир Путин. По предложению директора гимназии и члена «Единой России» Сергея Изгорева Людмила Бокова приняла участие в праймериз ОНФ. Голосование выборщиков проходило с 21 июля по середину августа. В Саратовской области праймериз проходили на 13 площадках, четыре из которых находились в Саратове, а девять — в области. Итоги подвели 19 августа — Людмила Бокова вошла в пятёрку финалистов праймериз в Саратовской области Уже в конце августа председатель Саратовской областной думы Валерий Радаев на встрече с педагогами Балашовского района допустил, что Людмила Бокова вскоре может сменить депутата Госдумы Ольгу Уварову («Единая Россия»), также педагога из Балашова.
В начале сентября саратовское отделение «Единой России» включило в региональный партийный список кандидатов на выборы в Госдуму трёх беспартийных участников праймериз, в том числе и Бокову. Тогда она заявила «Если вдруг мою кандидатуру утвердят, я пойду в Госдуму ради того, чтобы изменить систему образования к лучшему. Есть много нюансов, о которых знают только специалисты, работающие в школе, тогда как люди, занимающиеся вопросами образования, не всегда знакомы с функционированием системы». На съезде партии список был утверждён.
На выборах в Государственную думу баллотировалась по списку «Единой России», в региональной группе «65 Саратовская область» была третьей после Вячеслава Володина и Олега Грищенко. По итогам выборов в получила мандат депутата Госдумы 6 созыва.
В конце декабря 2011 года в Государственной думе вошла во фракцию «Единая Россия» и в комитет по образованию, где была заместителем председателя (председателем стал А. Н. Дегтярёв, ЕР).
В январе 2012 года Бокова отправилась в поездку по регионам России в составе мобильной группы Центрального народного штаба поддержки кандидата в Президенты РФ Владимира Путина. Планировалось посетить 36 городов и провести встречи с работниками образования по вопросам модернизации региональной системы общего образования. Она тогда высказывалась: «Сегодня особое внимание и помощь необходимо оказывать регионам, а не мегаполисам. Система образования, учителя, в первую очередь, должны быть заинтересованы в создании гражданского общества. Нужно вести диалог, объяснять и учиться договариваться с широким кругом общественности по вопросам развития образования. Здорово, что есть такие организации, как Всероссийское педагогическое собрание — это площадка консолидации профессиональных педагогических кадров России».

### Совет Федерации (2012—2017)

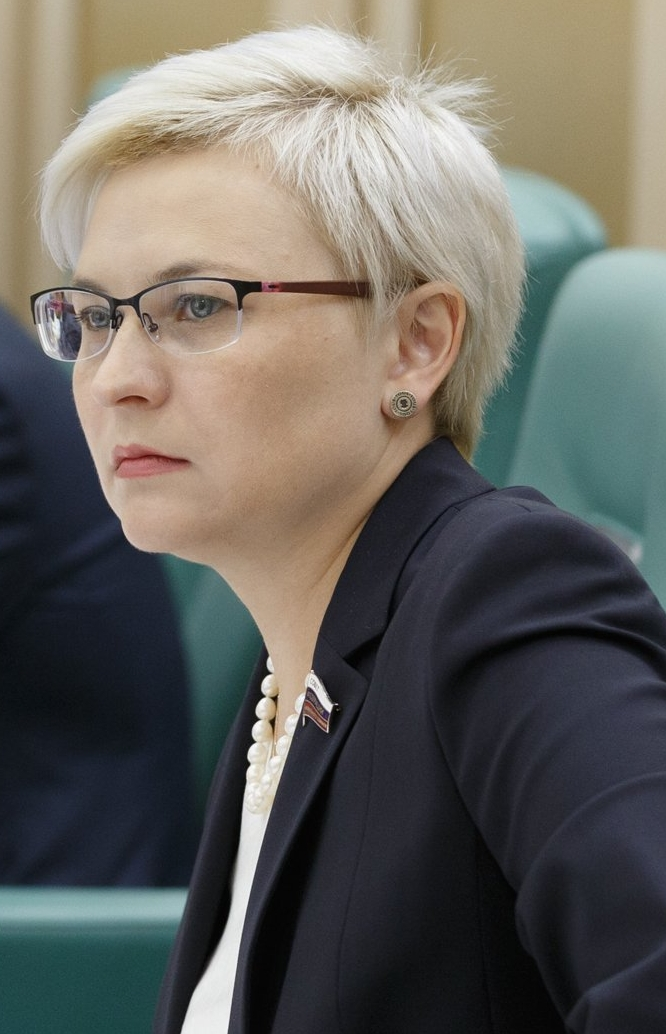
В июне 2016 года.

В марте 2012 года президент Медведев назначил Валерия Радаева врио губернатора Саратовской области, а 5 апреля он официально вступил в должность через процедуру утверждения областной думой. После этого 24 апреля 2012 года Радаев назначил Людмилу Бокову членом Совета Федерации от администрации Саратовской области на следующие 5 лет. Она сменила сенатора Владимира Гусева.
15 мая Людмила Бокова досрочно сдала мандат депутата Госдумы. Заместителем комитета по образования вместо неё стала Алёна Аршинова. 17 мая 2012 года ЦИК РФ передал ваканткный мандат кандидату от «Единой России» из Хабаровского края бизнесмену Александру Шишкину.
В Совете Федерации вошла в комитет по науке, образованию, культуре и информационной политике.
В августе 2012 года Бокова была выдвинута на выборах в Саратовскую областную думу 5 созыва в составе списка «Единой России», была первой в региональной группе 11. Общерегиональный список «Единой России» возглавили губернатор Валерий Радаев, глава Саратова Олег Грищенко, управляющий отделением пенсионного фонда по области Владимир Капкаев. На состоявшихся 14 октября 2012 года выборах «Единая Россия» набрала 77,92 % и получила 21 место по единому округу. Один из мандатов был передан Боковой, однако она от него отказалась.
20 июля 2013 года избрана сопредседателем регионального штаба ОНФ в Саратовской области.
В сентябре 2013 года стала членом делегации Совета Федерации в Парламентской ассамблеи Черноморского экономического сотрудничества (ПАЧЭС), членом комитета ПАЧЭС по культуре, образованию и социальным вопросам.
С ноября 2013 года избрана заместителем председателя комитета по конституционному законодательству, правовым и судебным вопросам, развитию гражданского общества.
С февраля 2014 года является председателем временной комиссии Совета Федерации по развитию информационного общества.
В 2014 году окончила Современную гуманитарную академию (Москва), по направлению «Юриспруденция».
В 2015 году прошла профессиональную переподготовку в РАНХиГС по направлению «Проектное управление в сфере государственных структур».
В июне 2015 года на Генеральной ассамблее ПАЧЭС избрана заместителем председателя ассамблеи на два года. По должности входила в бюро и постоянный комитет ПАЧЭС. Являлась членом правительственной комиссии по миграционной политике, членом правительственной комиссии по связи, входит в состав совета при председателе СФ по местному самоуправлению.
В 2016 году получила диплом магистра по направлению «юриспруденция».
14 июня 2017 года включена в состав временной комиссии СФ по защите государственного суверенитета и предотвращению вмешательства во внутренние дела Российской Федерации.

### Саратовская областная дума
Летом 2017 года Бокова была выдвинута на выборах в Саратовскую областную думу 6 созыва в составе списка «Единой России», была первой в региональной группе 9. На состоявшихся 10 сентября 2017 года выборах «Единая Россия» набрала 66,84 % и получила 18 мест по единому округу. Один из мандатов был передан Боковой. Всего единороссы получили 36 мест из 45.
19 сентября 2017 года на первом заседании депутаты проголосовали за назначение Боковой членом Совета Федерации России от Саратовской областной думы на срок полномочий думы. При этом её мандат стал вакантным и 23 октября избирком передал его следующему в списке историку Алексею Наумову.

### Совет Федерации (2017—2020)
15 декабря 2017 года на 425-м заседании Совета Федерации Бокова была избрана первым заместителем председателя комитета по конституционному законодательству и государственному строительству, сменив Алексея Александрова (председатель комитета — Андрей Клишас).
В февраля 2018 года Людмила Бокова стала руководителем рабочей группы «Безопасное информационное пространство для детей» в координационном совете при правительстве Российской Федерации по проведению «Десятилетия детства» (был объявлен по инициативе президента Владимира Путина в период с 2018 по 2027 год).

### Минцифры
27 января 2020 года премьер-министр Михаил Мишустин назначил Людмилу Бокову статс-секретарём — заместителем министра цифрового развития, связи и массовых коммуникаций России Максута Шадаева. Приняв это назначение Бокова досрочно сложила свои полномочия в Совете Федерации, хотя срок полномочий истекал в сентябре 2022 года.
Однако уже через семь месяцев, 11 сентября 2020 года она была освобождена от должности по собственному желанию.

### Госслужба
С сентября 2020 года по июль 2021 года занимала должность руководителя ФГАОУ «Федеральный институт цифровой трансформации в сфере образования» при Министерствое просвещения Российской Федерации. Институт был основан 2 июля 2020 года.
С июля 2021 года — проректор по профессиональному образованию Московского государственного областного университета.

## Законодательная деятельность
В декабре 2017 года сенатор Бокова вместе с депутатами Госдумы Петром Толстым (вице-спикер Госдумы) Леонидом Левиным (глава комитета Госдумы по информационной политике, информационным технологиям и связи) и сенатором Андреем Клишасом (председатель комитета Совета Федерации по конституционному законодательству и государственному строительству) стала автором поправок, предполагающие признание физического лица «иностранным агентом» при распространении им материалов для неограниченного круга лиц и получении иностранного финансирования. Поправки ко второму чтению позволяли причислить к этой категории тех, кто распространяет сообщения и материалы СМИ — «иностранных агентов» или участвуют в создании этих материалов и при этом получают финансирование из-за рубежа. В конце ноября 2019 года документ был одобрен во втором и третьем чтениях Госдумой, а позже — Советом Федерации. Президент РФ Владимир Путин подписал его 2 декабря 2019 года.
В декабре 2018 стала одним из авторов (вместе с Андреем Клишасом и Дмитрием Вяткиным) закона о наказании за распространение фейков и публикаций, проявляющих неуважение к власти.
В январе 2019 года Людмила Бокова с группой парламентариев разработала законопроект о введении с 1 февраля 2020 года в России обязательной регистрации всех мобильных устройств с выходом в Интернет по международному идентификатору мобильного оборудования IMEI (International Mobile Equipment Identity). Регистрация в базе для абонентов, купивших устройство в Российской Федерации, будет бесплатной. Плата за регистрацию коснется только тех, кто сам ввез телефон из‑за границы.
В августе 2019 года, после нескольких акций протеста в Москве, посвящённых отказу Московской городской избирательной комиссией в допуске оппозиционных кандидатов к выборам в Москве, предложила обсудить в парламенте идею деанонимизации в интернете. По словам парламентария, инциденты с участием «анонимных» росгвардейцев единичны, тогда как заметными темпами идет рост количества правонарушений, совершенных с помощью анонимности в интернете.

## Награды
- Медаль ордена «За заслуги перед Отечеством» II степени (25 января 2017) — за большой вклад в развитие российского парламентаризма и активную законотворческую деятельность[29];
- Почётная грамота правительства Российской Федерации (31 декабря 2016) — за активное участие в законопроектной деятельности и развитии парламентаризма[30].

## Семья
Отец в советские годы был сельским депутатом. Мать умерла в 2009 году.
Имеет двух старших сестер и старшего брата.
Замужем, имеет дочь.